# Silberthal
Silberthal ist ein Ortsteil von Bürgel im Saale-Holzland-Kreis in Thüringen.

## Geografie
Silberthal liegt im Tal eines Quellgebietes der Gleise nordöstlich von Hetzdorf und südöstlich von Droschka. Von der Bundesstraße 7 von Jena nach Eisenberg geht der Abzweig nach Süden zum Eingang des Weilers. Südlich des Ortes steht Wald am Hang zu der höheren Etage des Geländes.

## Geschichte
1806 war die urkundliche Ersterwähnung dieser Ansiedlung. Die Ansiedlung ist für Erholungsuchende ein Ort zur Entspannung. Deshalb ist im Weiler für Quartier gesorgt.